# モンマニー駅
モンマニー駅（仏語：Gare de Montmagny）はカナダケベック州モンマニー リュ・ドゥ・ラ・スタシオン4にある駅。カナダ各地を結ぶVIA鉄道が乗り入れている。

## 概要
当駅は無人駅かつフラッグストップである。

## 利用可能な鉄道路線／列車
VIA鉄道の停車する列車は下記の通り。
モントリオールとハリファックス間の夜行長距離列車オーシャン号 …モントリオール方面 月・木・土、ハリファックス方面 水・金・日 停車